# 류진궈
류진궈(중국어 간체자: 刘金国, 정체자: 劉金國, 병음: Liú Jīnguó, 1955년 4월 ~ )는 중국의 정치인이다. 허베이성 친황다오시 창리현 출신이다. 중국공산당 중앙당교에서 경제관리학을 통신 과정으로 전공했다. 중국공산당 제18기, 19기 중앙기율검사위원회 위원, 상무위원, 부서기 겸 제19기 및 20기 중국공산당 중앙위원회 위원이다. 
당위원회 부서기, 부부장, 기율검사위원회 서기, 감찰장, 중국공산당 허베이성 성위원회 상무위원, 성 정법위 서기 등을 역임했다. 현재 중국공산당 중앙서기처 서기, 중앙기율검사위원회 부서기, 국가감찰위원회 부주임을 맡고 있다.